# 斯塔扎诺
斯塔扎诺（義大利語：Stazzano），是意大利亚历山德里亚省的一个市镇。总面积17.83平方公里，人口2382人，人口密度133.6人/平方公里（2009年）。ISTAT代码为006167。